# Gallerie dell'Accademia

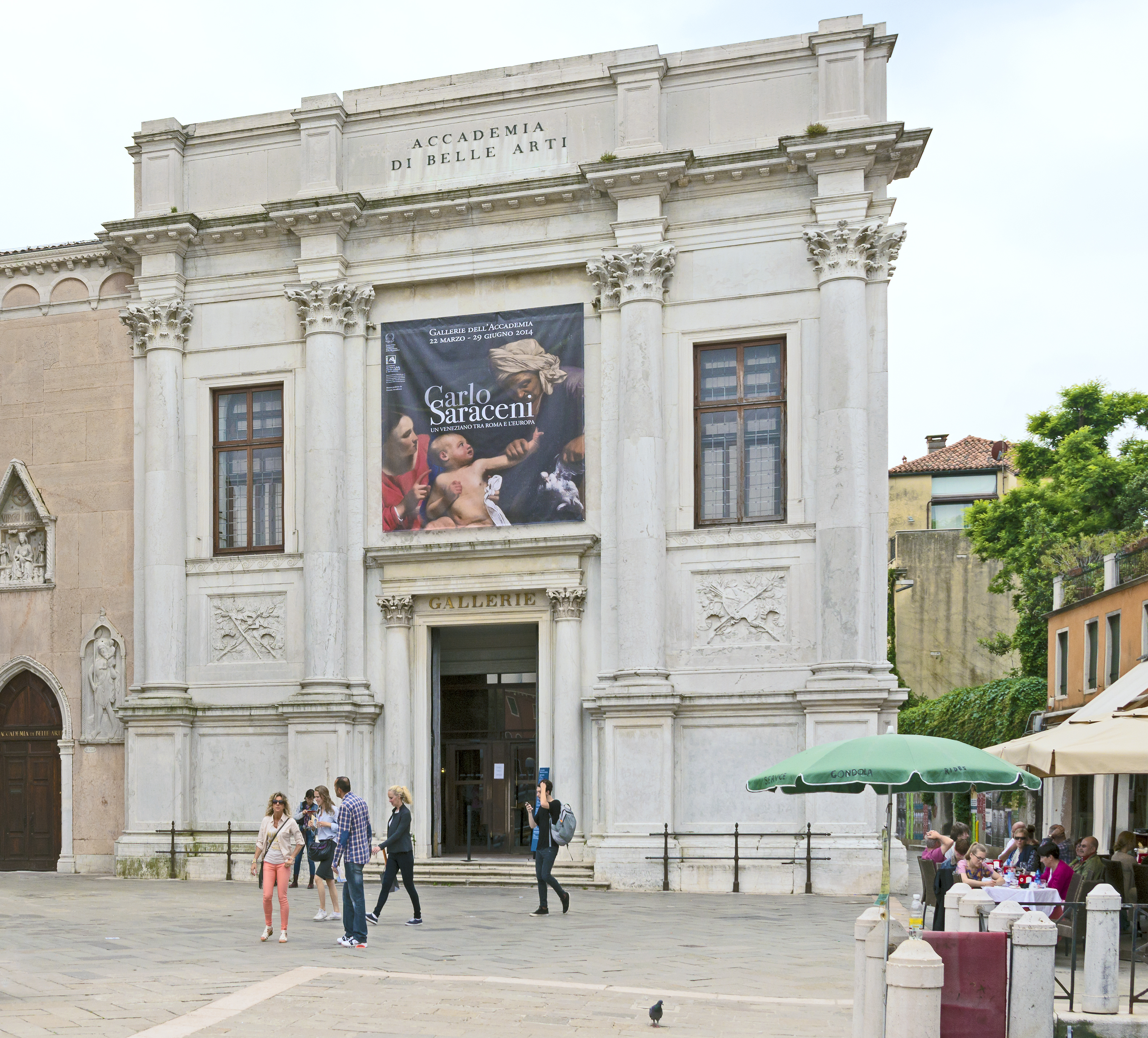
Entrén till galleriet.

Gallerie dell'Accademia är ett konstmuseum i Venedig i norra Italien, ägnat åt konst från före 1800. Museet ligger på Canal Grandes södra strand, i Dorsoduro, och har gett namn åt en av de tre broarna över kanalen, Ponte dell'Accademia. Byggnaden var ursprungligen en konstskola.
Verk man kan beskåda här är bland annat Stormen av Giorgione och Den helige Markus kropp bärgas av Tintoretto.
Museet förvarar även Leonardo da Vincis teckning Den Vitruvianske mannen från slutet av 1400-talet.

## Historia
År 1750 öppnade konstskolan Accademia, som förvärvade konstverk med syftet att undervisa och restaurera. I och med att den venetianska republiken föll 1797 utsattes staden för plundring av kyrkor, skolor och palats. Denna institution spelade då en viktig roll i att rädda många mästerverk från plundringen.
Under mitten av 1900-talet byggdes museet om av den italienska arkitekten Carlo Scarpa.